# Ferox Light Car
Die Ferox Light Car Company war ein britischer Automobilhersteller, der nur 1914 in Paisley (Schottland) ansässig war.
Man baute ein Leichtfahrzeug, das von einem Vierzylinder-Reihenmotor von Ballot angetrieben wurde. Zu einer Serienfertigung kam es nicht.